# 津下健哉
津下 健哉（つげ けんや、1921年11月25日 - 2016年5月1日）は、日本の医学者（整形外科）。学位は医学博士。広島大学医学部名誉教授。
岡山大学医学部助教授、広島大学医学部教授、広島手の外科・微小外科研究所所長などを歴任した。

## 来歴
岡山県出身。岡山県にて多くの医師を輩出した津下一族の生まれである。
津下も医学の道を志し、岡山医科大学を卒業した。その後、岡山医科大学が岡山大学医学部に改組されると、同学部にて助教授に就任し、整形外科を専門に担当する。のちに広島大学に転じ、医学部の教授を務めた。
退官後は、あかね会が設立した広島手の外科・微小外科研究所にて所長に就任した。
1949年、岡山大学医学博士。論文の題は「肝外胆道の解剖學的研究」。
1996年、勲三等旭日中綬章を受章。2016年4月22日、第59回日本手外科学会が行われていた広島国際会議場において講演の直前に骨盤骨折等の重傷を負い、5月1日に入院先の広島大学病院で死去した。

## 研究
専門は医学であり、特に整形外科を中心とする領域に取り組んだ。腱や神経の断端吻合のスピードアップを図るため、両端が1本の針に纏まりループ上になっている手術用の糸を開発した。これにより、ループに針を通すだけで結紮が可能になり、手術の効率化を実現した。津下の名にちなんで「津下式ループ針」と呼称され、のちに商品化されるなど、医療現場で広く使われるようになった。
特に「手の外科」の手術において著名であり、日本手外科学会では津下の手術の模様をビデオライブラリー化し、医師の教育研修の際に活用している。「手の外科」の手術に関する自著は、のちに英訳されて出版もされている。また、土谷総合病院を運営するあかね会が、隣接する敷地に広島手の外科・微小外科研究所を設立すると、その所長に就任した。

## 家族・親族
生家である津下家は、岡山市沼で代々医師を務めた津下古庵一家の分家にあたる。古庵の家からは、岡山藩医学館二等教頭を務めた津下精斎や、大学東校教授を務めた島村鼎甫などを輩出している。なお、精斎と鼎甫は兄弟であり、緒方洪庵の設立した適塾にてともに学んだという。
また、津下健哉の妻は、同じく医師である菅實の二女にあたる。實は、久米郡医師会の会長を務めるとともに、久米郡会議員などを歴任した。金光町議会議長などを歴任した政治家の姫井千恵子は義姉、セントラル硝子常務などを務めた実業家の菅寿雄は義兄である。第94代内閣総理大臣を務めた菅直人や、その妻の菅伸子は、それぞれ義甥、義姪にあたる。
- 岳父：菅實（政治家・医師）
- 義姉：姫井千恵子（政治家）
- 義兄：菅寿雄（実業家）
- 義姪：菅伸子（随筆家）
- 義甥：菅直人（政治家）

|          |          |          |          |          |          |  |  |              |              |              |              |              |              |  |  | 菅實   |        |        |        |        |        |  |  |            |            |            |            |            |            |  |  |
|          |          |          |          |          |          |  |  |              |              |              |              |              |              |  |  |        |        |        |        |        |        |  |  |            |            |            |            |            |            |  |  |
|          |          |          |          |          |          |  |  |              |              |              |              |              |              |  |  |        |        |        |        |        |        |  |  |            |            |            |            |            |            |  |  |
| 津下健哉 | 津下健哉 | 津下健哉 | 津下健哉 | 津下健哉 | 津下健哉 |  |  | （實の二女） | （實の二女） | （實の二女） | （實の二女） | （實の二女） | （實の二女） |  |  | 菅寿雄 | 菅寿雄 | 菅寿雄 | 菅寿雄 | 菅寿雄 | 菅寿雄 |  |  | 姫井千恵子 | 姫井千恵子 | 姫井千恵子 | 姫井千恵子 | 姫井千恵子 | 姫井千恵子 |  |  |
| 津下健哉 | 津下健哉 | 津下健哉 | 津下健哉 | 津下健哉 | 津下健哉 |  |  | （實の二女） | （實の二女） | （實の二女） | （實の二女） | （實の二女） | （實の二女） |  |  | 菅寿雄 | 菅寿雄 | 菅寿雄 | 菅寿雄 | 菅寿雄 | 菅寿雄 |  |  | 姫井千恵子 | 姫井千恵子 | 姫井千恵子 | 姫井千恵子 | 姫井千恵子 | 姫井千恵子 |  |  |
|          |          |          |          |          |          |  |  |              |              |              |              |              |              |  |  |        |        |        |        |        |        |  |  |            |            |            |            |            |            |  |  |
|          |          |          |          |          |          |  |  |              |              |              |              |              |              |  |  | 菅直人 | 菅直人 | 菅直人 | 菅直人 | 菅直人 | 菅直人 |  |  | 菅伸子     | 菅伸子     | 菅伸子     | 菅伸子     | 菅伸子     | 菅伸子     |  |  |
|          |          |          |          |          |          |  |  |              |              |              |              |              |              |  |  | 菅直人 | 菅直人 | 菅直人 | 菅直人 | 菅直人 | 菅直人 |  |  | 菅伸子     | 菅伸子     | 菅伸子     | 菅伸子     | 菅伸子     | 菅伸子     |  |  |

## 著作

### 単著
- 『手の外科の実際』南江堂、1965年。
- 『手の外科の実際』改訂5版、南江堂、1974年。
- 『私の手の外科――手術アトラス』南江堂、1984年。ISBN 9784524256853
- 『手の外科の実際』改訂6版、南江堂、1985年。ISBN 9784524207756
- 『私の手の外科――手術アトラス』南江堂、1985年。
- 『私の手の外科――手術アトラス』改訂2版、南江堂、1988年。ISBN 9784524256914
- Comprehensive Atlas of Hand Surgery, translated by Ramsundar Ram Kanaujia, English language text edited by James B. Steichen, Year Book Medical Publishers, 1989. ISBN 9780815188810
- 『肘関節へのアプローチ――後側方切開の利用』南江堂、1991年。ISBN 9784524258161
- 『私の手の外科――手術アトラス』改訂4版、南江堂、2006年。ISBN 9784524238910

### 共著
いずれも児玉俊夫との共著
- 『坐骨神経痛』金原出版、1956年。
- 『外来の小整形外科』南江堂、1959年。
- 『外来の小整形外科』2版、南江堂、1960年。
- 『外来の小整形外科』3版、南江堂、1962年。

### 編纂
- 津下健哉編集企画『手指屈筋腱の損傷』金原出版、1978年。ISBN 9784307002608
- 佐藤孝三・津下健哉編集『手――外傷・麻痺・炎症・腫瘍・手における骨の無腐性壊死・デュプイトレン拘縮』金原出版、1981年。ISBN 9784307600088
- 佐藤孝三・津下健哉編集『手――手の解剖と運動・手の手術概説・手の創傷処置・先天異常・外傷』金原出版、1983年。ISBN 9784307002257
- 佐藤孝三・津下健哉編集『上腕・肘・前腕』金原出版、1983年。ISBN 9784307001311
- 津下健哉編集企画『手の先天異常』金原出版、1984年。ISBN 9784307626354